# Graysville, Ohio
Graysville là một làng thuộc quận Monroe, tiểu bang Ohio, Hoa Kỳ. Năm 2010, dân số của làng này là 76 người.

## Dân số
- Dân số năm 2000: 113 người.
- Dân số năm 2010: 76 người.